# Christian Wilhelm Luther
Christian Wilhelm Luther, född 7 februari 1857 i Reval (nuvarande Tallinn) i Guvernementet Estland i Ryska imperiet, död 22 januari 1914 i Heidelberg i Tyskland, var en tysk-baltisk ingenjör.
Christian Wilhelm Luther var son till köpmannen Alexander Martin Luther och bror till Carl Wilhelm Luther. Hans farfarsfar var köpmannen Georg Christian Luther (1717-1800), som 1742 grundade ett handelshus i Breslau 1742, vilket som sedan dess drevs inom släkten med bas i Reval. Handelshuset handlade ursprungligen i lin och koksalt och senare i trävaror. Han studerade till 1873 på Gustav Adolfs Gymnasium i Tallinn och gick i lära för att bli köpman i familjeföretaget samt hos Förster, Ruttmann & Co. och Mayer & Co.. Han gick också på Petrus och Paulusskolan i Moskva och arbetade på Linck, Moeller & Co. i London.
Fadern grundade omkring 1870 tillsammans med kompanjon ett handelsföretag för byggnadsmaterial och investerade i ett eget sågverk i Tallinn, som invigdes året efter hans död. Sönerna Christian Wilhelm Luther och Carl Wilhelm Luther grundade 1880 fanér-, plywood- och möbelföretaget A.M. Luther vid Pärnuvägen i Tallinn. Christian Wilhelm Luther ledde företaget, från 1898 ett aktiebolag, till sin död 1914, medan brodern var dess tekniske direktör. 
De båda bröderna grundade också elektroföretaget Volta i Tallinn, som Christian Wilhelm Luther också var chef för. Volta var framför allt inriktat på tillverkning av elektriska motorer och generatorer för den ryska marknaden. 
Han gifte sig 1882 med Helen (Nelly) Greiffenhagen. Sonen Martin Christian Luther (1883–1963) övertog ledningen av A.M. Luther. 